# Eman El-Asy
Eman Elassi (إيمان العاصى, El Cairo, 28 de agosto de 1985) es una actriz egipcia.

## Biografía
Elassi nació en El Cairo. Estudió administración de empresas antes de convertirse en actriz.
Su carrera como actriz comenzó después de que el director Khaled Bahgat viera una foto suya en una revista. La contactó y le ofreció un papel en una serie de televisión llamada Ams La Ymout (Yesterday Does Not Die). Actuó junto a Raghda y Riadh al-Khouli como la hija de Raghda. Su siguiente papel fue en la serie Ahlam fi al-Bowaba (Sueños en la puerta), dirigida por Haitham Hakki. Desde entonces, ha actuado extensamente en televisión y cine.

## Filmografía

### Televisión
- Haq Mashrou
- El sabaa banat
- Ragoul wa Imra'ataan
- Adeyet Nasab
- Ahlam fel Bawaba
- Dawet Farah
- Hadret El Motaham Aby
- Encimera La yamot
- Sabaa Banat [5]
- Al Adham [6]

### Cine
- Masgoun Tranzeet [7]
- Ma'lab Harameyya
- Hikayat Bint (Historia de una niña) [8]
- Hamati Bethebini